# Svitkový film

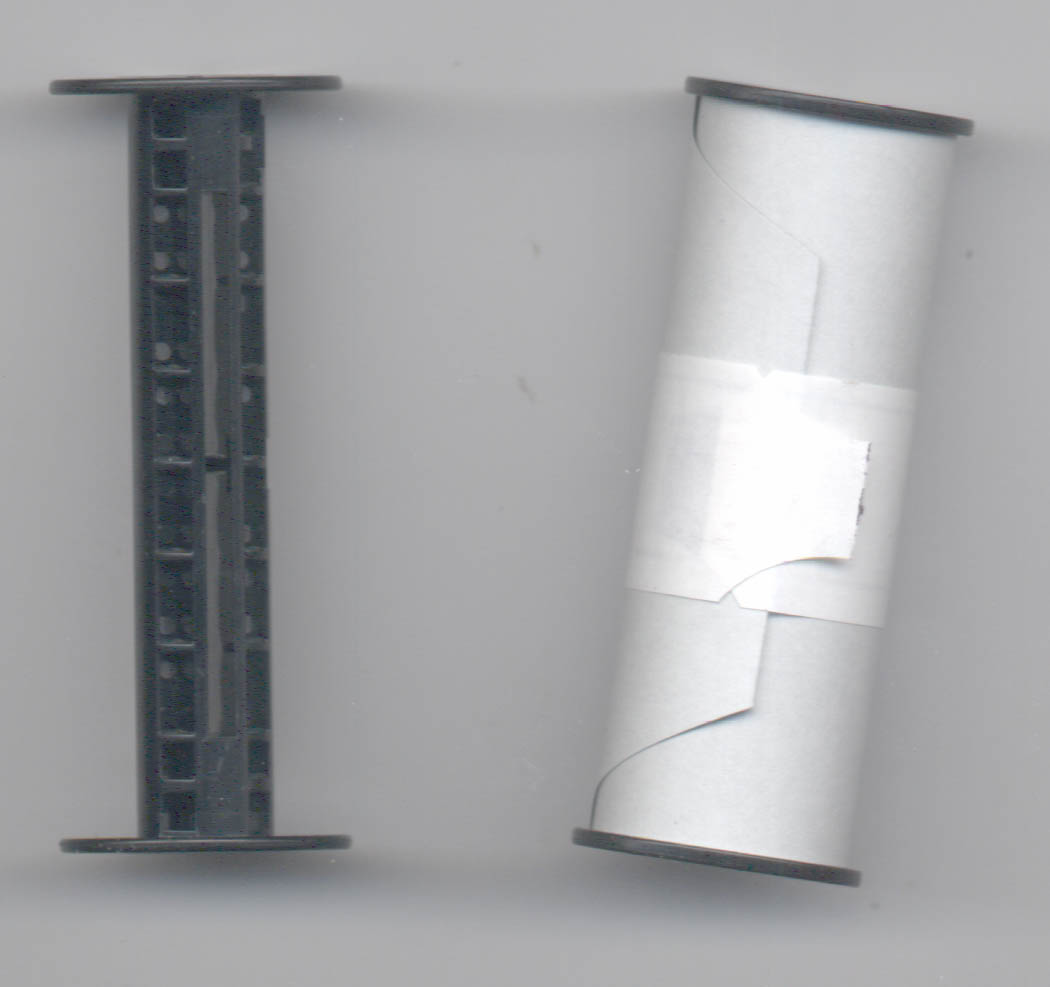
Svitkový film, prázdná a plná cívka

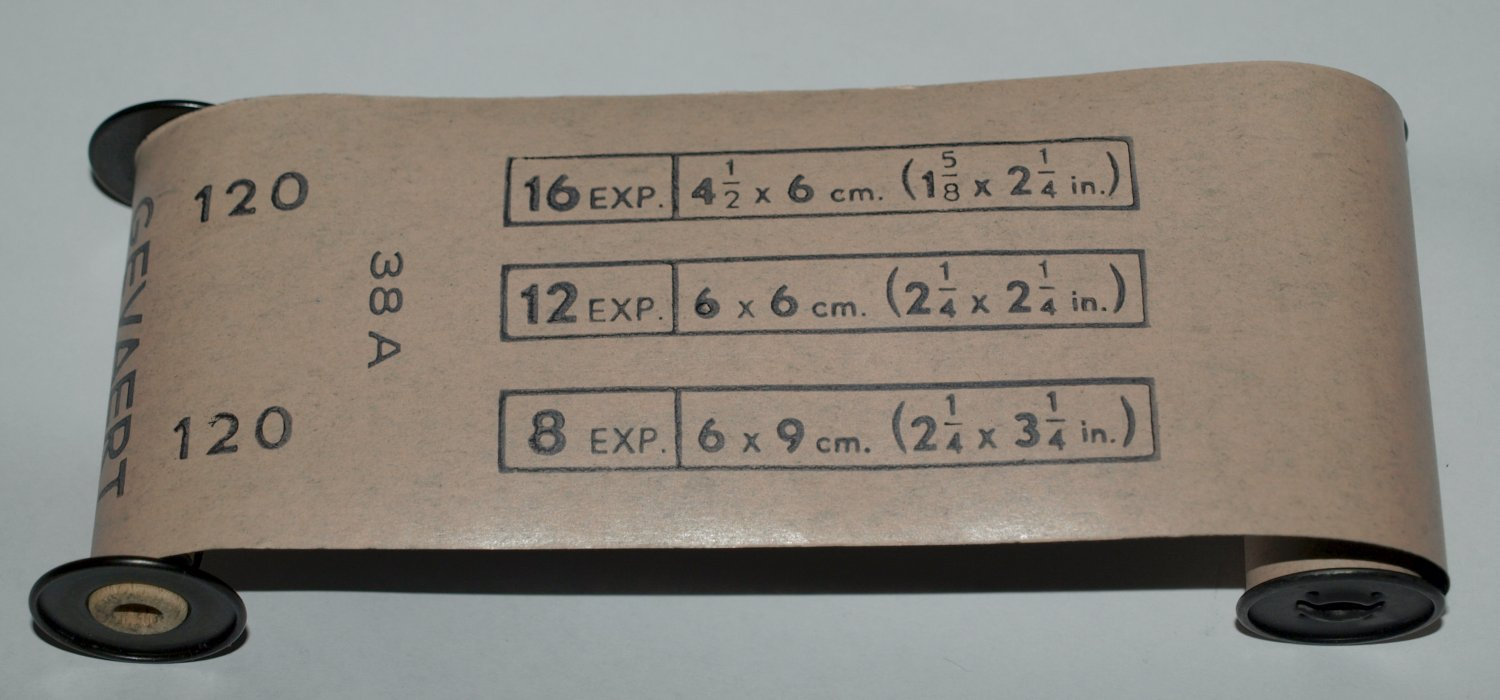
Papírový pás, kryjící film, nasazený na dvou cívkách. V tomto stavu je připraven k založení do fotoaparátu

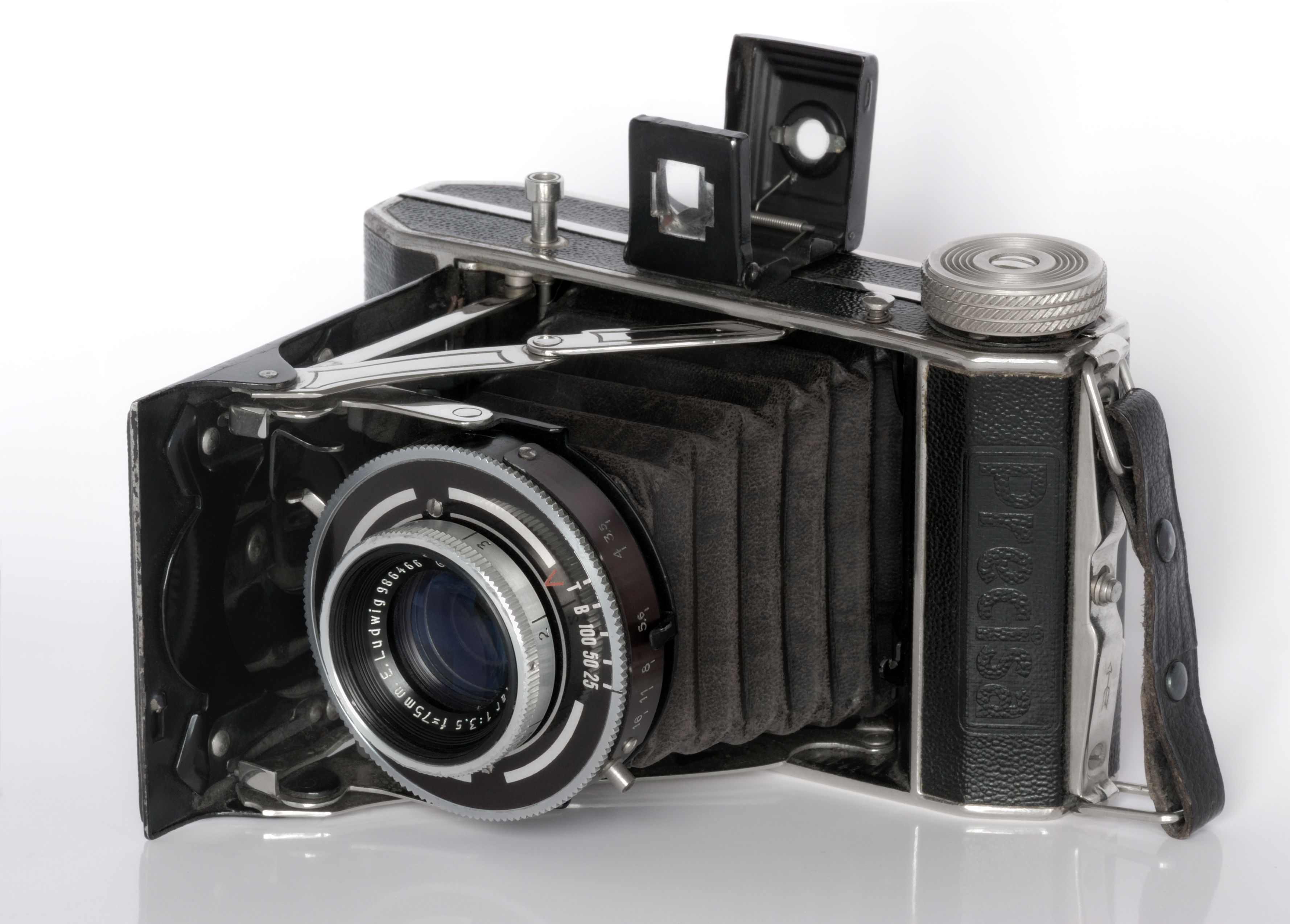
Fotoaparát na svitkový film Beier Precisa

Svitkový film (anglicky roll film) je druh fotografického filmu. Film šíře 61 mm je navinut na cívce, z rubu je chráněn pásem neprůsvitného papíru. Papírový pás, který je delší i širší než vlastní film, chrání film před expozicí na bílém světle. Svitkový film byl původně často označován jako patronový (nábojnicový, cartridge) film, protože se podobal nábojnici do brokovnice. Svitkový film se vyrábí v řadě modifikací. V současnosti je nejrozšířenějším druhem 120, který umožňuje expozici 12 snímků formátu 6x6.

## Historie
Svitkový film – na rozdíl od všeobecného přesvědčení – není vynález George Eastmana, ani společnosti Eastman Kodak. George Eastman si nechal patentovat a od roku 1884 vyráběl papírový film (stripping film) – svinutý papír s citlivou vrstvou, který se však v té době ukázal jako masově nepoužitelný. Avšak papír jako pružný a flexibilní podklad používal již okolo roku 1816, na počátku fotografických experimentů Joseph Nicéphore Niépce nebo v roce 1840 William Henry Fox Talbot pro výrobu papírových negativů – takzvaných slaných papírů.
První film z celulózy jako substrátu vyrobil v roce 1868 John Wesley Hyatt a byl patentován ve Spojených státech. Ještě lepší celuloidový film vyvinul v roce 1887 americký reverend Hannibal Goodwin pro Thomase Edisona a také jej patentoval jako metodu na výrobu transparentního pružného svitkového filmu, který využíval vrstvy želatiny s bromidem stříbrným na celuloidu (nitrocelulóze). Dne 2. května 1887 reverend Goodwin po dlouhé řadě pokusů a testů patent přihlásil. Patent byl však na jedenáct let zdržen kvůli nejasně sepsané a podané přihlášce patentu, ale nakonec mu byl po dlouhých soudních sporech s firmou Eastman Kodak uznán 13. září 1898, kdy dostal označení Patent číslo: 610861. George Eastman existující patenty ignoroval, a vedl dlouhý soudní proces, za což byl odsouzen k vysoké odměně vyplácené Goodwinovi.
Agresivní přístup umožnil Eastmanovi a jeho podniku získat až do konce 19. století dominantní postavení na trhu. Konkurenceschopný film se pokoušela vyvinout mimo jiné také společnost Agfa v letech 1905–1915.
Eastman dokázal proslavit svitkový film ve svém fotoaparátu Kodak box kamera v roce 1888, kdy zjednodušil způsob fotografování pro běžné uživatele. Reklamní slogan zněl: Vy stisknete tlačítko, my zařídíme zbytek.
Dne 21. května roku 1912 August Nagel patentoval kazetu na svitkové filmy s počítačem snímků.
Svitkový film zůstal i nadále levným formátem do konce roku 1950, kdy byly nejčastější velikosti 127 a 828 pro malý formát kamery a 120 a 116 pro střední formát kamer. Svitkový film se také používal ve špičkových profesionálních fotoaparátech jako byl například švédský Hasselblad. Použití svitkového filmu bylo z velké části nahrazeno 135 a 126 kazetami, 120 a 220, ale tento typ filmu je běžně používaný ve středoformátových fotoaparátech i na začátku 21. století.

## Papírový pás
Neprůhledný krycí papír umožňuje zakládat svitkový film za denního světla. Obvykle jsou na zadní straně papíru vytištěna čísla snímků, která lze prohlížet pomocí malého červeného otvoru v zadní části fotoaparátů. Cívka na svitkový film je obvykle založena na jedné straně kamery a po exponování je film i s papírovým pásem přetočen na jinou cívku. Exponovaný film je pak spolu s cívkou a krycím papírovým pásem vyňat z fotoaparátu. Prázdná cívka, na které byl původně film, se přesune na druhou stranu. Na tuto cívku se pak navíjí další film.